# Vilma Bánky
Vilma Bánky właś. Vilma Bánky Koncsics (ur. 9 stycznia 1901 w Nagydorog, Węgry, zm. 18 marca 1991 w Los Angeles) – amerykańska aktorka filmowa węgierskiego pochodzenia, której większość kariery przypada na okres kina niemego.

## Wybrana filmografia
- 1926: Syn szejka Yasmin
- 1927: Magiczny płomień
- 1928: The Awakening